# Grand Prix automobile d'Autriche 1998
GP précédent GP suivant
Le Grand Prix automobile d'Autriche 1998 (Grosser Preis von Österreich 1998), disputé sur l'A1 Ring en Autriche le 26 juillet 1998, est la 624e épreuve de l'histoire du championnat du monde de Formule 1 courue depuis 1950 et la dixième manche du championnat 1998.

## Qualifications
| Pos. | No | Pilote                | Écurie              | Temps          | Écart     |
| ---- | -- | --------------------- | ------------------- | -------------- | --------- |
| 1    | 5  | Giancarlo Fisichella  | Benetton-Playlife   | 1 min 29 s 598 | —         |
| 2    | 14 | Jean Alesi            | Sauber-Petronas     | 1 min 30 s 317 | + 0 s 719 |
| 3    | 8  | Mika Häkkinen         | McLaren-Mercedes    | 1 min 30 s 517 | + 0 s 919 |
| 4    | 3  | Michael Schumacher    | Ferrari             | 1 min 30 s 551 | + 0 s 953 |
| 5    | 18 | Rubens Barrichello    | Stewart-Ford        | 1 min 31 s 005 | + 1 s 407 |
| 6    | 17 | Mika Salo             | Arrows              | 1 min 31 s 028 | + 1 s 430 |
| 7    | 2  | Heinz-Harald Frentzen | Williams-Mecachrome | 1 min 31 s 515 | + 1 s 917 |
| 8    | 4  | Eddie Irvine          | Ferrari             | 1 min 31 s 651 | + 2 s 053 |
| 9    | 10 | Ralf Schumacher       | Jordan-Mugen-Honda  | 1 min 31 s 917 | + 2 s 319 |
| 10   | 11 | Olivier Panis         | Prost-Peugeot       | 1 min 32 s 081 | + 2 s 483 |
| 11   | 1  | Jacques Villeneuve    | Williams-Mecachrome | 1 min 32 s 083 | + 2 s 485 |
| 12   | 19 | Jos Verstappen        | Stewart-Ford        | 1 min 32 s 099 | + 2 s 501 |
| 13   | 16 | Pedro Diniz           | Arrows              | 1 min 32 s 206 | + 2 s 608 |
| 14   | 7  | David Coulthard       | McLaren-Mercedes    | 1 min 32 s 399 | + 2 s 801 |
| 15   | 9  | Damon Hill            | Jordan-Mugen-Honda  | 1 min 32 s 718 | + 3 s 120 |
| 16   | 12 | Jarno Trulli          | Prost-Peugeot       | 1 min 32 s 906 | + 3 s 308 |
| 17   | 6  | Alexander Wurz        | Benetton-Playlife   | 1 min 33 s 185 | + 3 s 587 |
| 18   | 15 | Johnny Herbert        | Sauber-Petronas     | 1 min 33 s 205 | + 3 s 607 |
| 19   | 23 | Esteban Tuero         | Minardi-Ford        | 1 min 33 s 399 | + 3 s 801 |
| 20   | 21 | Toranosuke Takagi     | Tyrrell-Ford        | 1 min 34 s 090 | + 4 s 492 |
| 21   | 22 | Shinji Nakano         | Minardi-Ford        | 1 min 34 s 536 | + 4 s 938 |
| 22   | 20 | Ricardo Rosset        | Tyrrell-Ford        | 1 min 34 s 910 | + 5 s 312 |

## Classement
| Pos. | No | Pilote                | Écurie              | Tours | Temps/Abandon                    | Grille | Points |
| ---- | -- | --------------------- | ------------------- | ----- | -------------------------------- | ------ | ------ |
| 1    | 8  | Mika Häkkinen         | McLaren-Mercedes    | 71    | 1 h 30 s 44 s 086 (202,965 km/h) | 3      | 10     |
| 2    | 7  | David Coulthard       | McLaren-Mercedes    | 71    | + 5 s 289                        | 14     | 6      |
| 3    | 3  | Michael Schumacher    | Ferrari             | 71    | + 39 s 092                       | 4      | 4      |
| 4    | 4  | Eddie Irvine          | Ferrari             | 71    | + 43 s 976                       | 8      | 3      |
| 5    | 10 | Ralf Schumacher       | Jordan-Mugen-Honda  | 71    | + 50 s 654                       | 9      | 2      |
| 6    | 1  | Jacques Villeneuve    | Williams-Mecachrome | 71    | + 53 s 202                       | 11     | 1      |
| 7    | 9  | Damon Hill            | Jordan-Mugen-Honda  | 71    | + 1 min 13 s 624                 | 15     |        |
| 8    | 15 | Johnny Herbert        | Sauber-Petronas     | 70    | + 1 tour                         | 18     |        |
| 9    | 6  | Alexander Wurz        | Benetton-Playlife   | 70    | + 1 tour                         | 17     |        |
| 10   | 12 | Jarno Trulli          | Prost-Peugeot       | 70    | + 1 tour                         | 16     |        |
| 11   | 22 | Shinji Nakano         | Minardi-Ford        | 70    | + 1 tour                         | 21     |        |
| 12   | 20 | Ricardo Rosset        | Tyrrell-Ford        | 69    | + 2 tours                        | 22     |        |
| Abd. | 19 | Jos Verstappen        | Stewart-Ford        | 51    | Moteur                           | 12     |        |
| Abd. | 23 | Esteban Tuero         | Minardi-Ford        | 30    | Sortie de piste                  | 19     |        |
| Abd. | 14 | Jean Alesi            | Sauber-Petronas     | 21    | Collision                        | 2      |        |
| Abd. | 5  | Giancarlo Fisichella  | Benetton-Playlife   | 21    | Collision                        | 1      |        |
| Abd. | 2  | Heinz-Harald Frentzen | Williams-Mecachrome | 16    | Moteur                           | 7      |        |
| Abd. | 18 | Rubens Barrichello    | Stewart-Ford        | 8     | Freins                           | 5      |        |
| Abd. | 16 | Pedro Diniz           | Arrows              | 3     | Accident                         | 13     |        |
| Abd. | 17 | Mika Salo             | Arrows              | 1     | Accident                         | 6      |        |
| Abd. | 21 | Toranosuke Takagi     | Tyrrell-Ford        | 0     | Sortie de piste                  | 20     |        |
| Abd. | 11 | Olivier Panis         | Prost-Peugeot       | 0     | Embrayage                        | 10     |        |

## Pole position et record du tour
- Pole position :  Giancarlo Fisichella (Benetton-Playlife) en 1 min 29 s 598 (vitesse moyenne : 173,696 km/h)[3].
- Meilleur tour en course :  David Coulthard (McLaren-Mercedes) en 1 min 12 s 878 au 30e tour (vitesse moyenne : 213,546 km/h)[4].

## Tours en tête
- Mika Häkkinen : 69 (1-34 / 37-71)[5].
- David Coulthard : 2 (35-36).

## Statistiques
- 6e victoire pour Mika Häkkinen.
- 113e victoire pour McLaren en tant que constructeur.
- 18e victoire pour Mercedes en tant que motoriste.
- La course est neutralisée du 1er au 3e tour en raison en raison de divers accidents au départ.

## Classements généraux à l'issue de la course
| Pos. | Pilote                | Écurie              | Points |
| ---- | --------------------- | ------------------- | ------ |
| 1    | Mika Häkkinen         | McLaren-Mercedes    | 66     |
| 2    | Michael Schumacher    | Ferrari             | 58     |
| 3    | David Coulthard       | McLaren-Mercedes    | 36     |
| 4    | Eddie Irvine          | Ferrari             | 32     |
| 5    | Alexander Wurz        | Benetton-Playlife   | 17     |
| 6    | Giancarlo Fisichella  | Benetton-Playlife   | 15     |
| 7    | Jacques Villeneuve    | Williams-Mecachrome | 12     |
| 8    | Heinz-Harald Frentzen | Williams-Mecachrome | 8      |
| 9    | Rubens Barrichello    | Stewart-Ford        | 4      |
| 10   | Jean Alesi            | Sauber-Petronas     | 3      |
| 11   | Mika Salo             | Arrows              | 3      |
| 12   | Ralf Schumacher       | Jordan-Mugen-Honda  | 3      |
| 13   | Johnny Herbert        | Sauber-Petronas     | 1      |
| 14   | Pedro Diniz           | Arrows              | 1      |
| 15   | Jan Magnussen         | Stewart-Ford        | 1      |

| Pos. | Écurie              | Points |
| ---- | ------------------- | ------ |
| 1    | McLaren-Mercedes    | 102    |
| 2    | Ferrari             | 90     |
| 3    | Benetton-Playlife   | 32     |
| 4    | Williams-Mecachrome | 20     |
| 5    | Stewart-Ford        | 5      |
| 6    | Arrows              | 4      |
| 7    | Sauber-Petronas     | 4      |
| 8    | Jordan-Mugen-Honda  | 3      |